# 티피 (토이캅 대원)
티피는 토이캅에 등장하는 경찰 대원 캐릭터로, 대원들 중 한 명이며 리더이다. 픽시구조대에서도 나오기도 했다. 차량 모드는 쉐보레 카마로. 성우는 정주원.

## 작중 행적
주인공 로봇답게 첫등장은 1화부터다.
1화: 낙서의 범인을 찾는다.
18화: 오스트한테 정신차리라고 일침을 날려보낸다.
35화 : 병으로 쓰러져버린다.
51화 : 다른 멤버들과 같이 좀비로 되어버린다. 그러나...
52화 : 드디어 좀비의 신세가 풀린다.